# 2. Spielklasse (Feldhandball) 1938
Die Spielzeit 1938 war die 4. reguläre Spielzeit der 2. Spielklasse im Schweizer Feldhandball.  Diese Liga diente als zweithöchste Spielklasse im Schweizer Feldhandball und bot den Teams die Möglichkeit, in die höchste Spielklasse aufzusteigen.

## Regionalmeisterschaften

### Region Zentralschweiz

#### Zentralschweizerischer Regionalfinal
|  | RTV 1879 Basel | 7 : 4 | Olten |  |
|  |                |       |       |  |
|  | [ 1 ]          |       |       |  |